# Hamnö, Kökar
Hamnö är en ö i Kökar på Åland. Ön ligger omkring 54 kilometer öster om Mariehamn och omkring 230 kilometer väster om Helsingfors. Öns area är 55,2 hektar och dess största längd är 1,6 kilometer i sydväst-nordöstlig riktning.

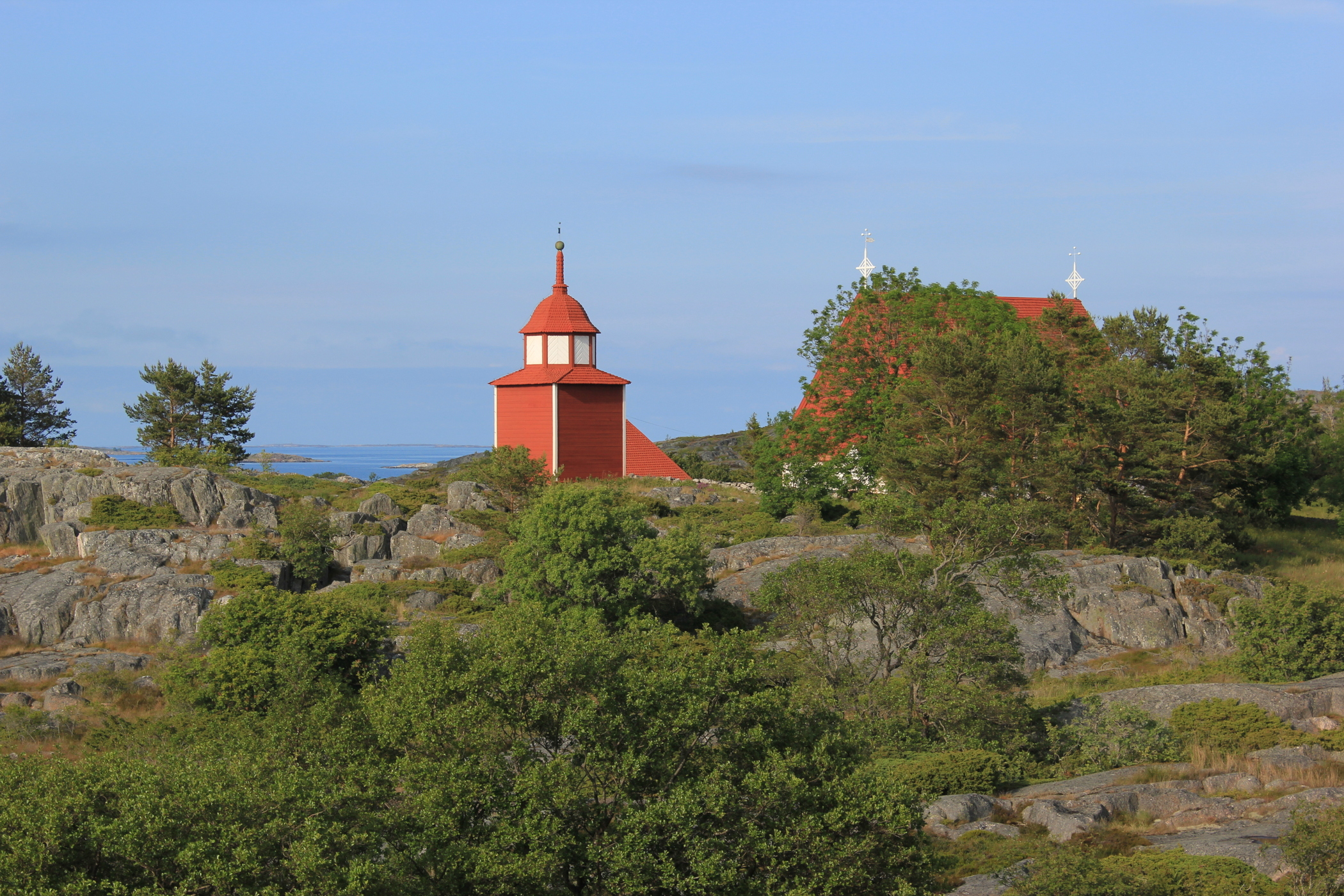
Kökars kyrka ligger på Hamnö.

På ön ligger bland annat Kökars kyrka. Fast vägförbindelse finns till resten av Kökar via en mycket kort bro (vägtrumma?).